# American Wrestling Association
American Wrestling Association (укр. Американська асоціація реслінґу) - американська федерація реслінґу, яку у 1960 році заснували Верн Ґан'є та Воллі Карбо. Головна штаб-квартира розташовується у місті Міннеаполіс, штат Міннесота, США. Спершу федерація перебувала у складі National Wrestling Alliance, однак згодом стала незалежною.
У 1948 році Антон Стечер був одним із засновників NWA і з 1933 року сприяв поширенню боксу та реслінґу на теренах Міннеаполісу через свій Клуб боксу та реслінґу міста Міннесоти. 9 жовтня 1954 Стечер помер, і керувати його справами стали його сини: Воллі Карбо та Денні Стечер. Якраз у той час Ґан'є стає доволі відомим у світі спорту борцем. Він прагнув стати чемпіоном NWA, однак через внутрішню політику компанії цього зробити він не зміг. У 1959 році Денніс Стечер продає більшість своїх акцій в Клубі боксу та реслінґу міста Міннесоти своєму брату Воллі та Верну. Разом вони починають починають просувати свою федерацію.

## Відомі реслери
- Кен Патера
- Рік Флер
- Джеррі Лоулер
- Галк Гоґан